# Mieczysław Rak
Mieczysław Rak (ur. 17 października 1929 w Kowalowach, zm. 26 września 2013) – filolog, pedagog, dyrektor naczelny Państwowego Teatru Muzycznego Opery i Operetki w Bydgoszczy w latach 1970–1972.

## Życiorys
Otrzymał wykształcenie pedagogiczne. Ukończył filologię polską na Uniwersytecie Jagiellońskim w Krakowie (1953) oraz pedagogikę społeczną na Uniwersytecie Warszawskim (1962).
W 1953 zamieszkał na stałe w Bydgoszczy za sprawą przyszłej żony Janiny, która pochodziła z grodu nad Brdą i z którą wziął ślub w 1954. Pierwszą pracę zawodową rozpoczął na stanowisku korektora w Państwowych Zakładach Wydawnictw Szkolnych w Warszawie, oddział w Bydgoszczy, następnie korektora-rewizora w Zakładach Graficznych tego Wydawnictwa w Bydgoszczy. W lutym 1965 objął stanowisko kierownika działu spraw osobowych i szkolenia zawodowego w Zakładach Teleelektronicznych „Telkom-Telfa” w Bydgoszczy. Łącznie pracował w tych zakładach 13 lat, w tym 9 lat na stanowisku zastępcy dyrektora ds. pracowniczych.
W 1970 powierzono mu stanowisko dyrektora naczelnego Opery i Operetki w Bydgoszczy, po odwołaniu z funkcji dyrektora i kierownika artystycznego Zdzisława Wendyńskiego. Jego bliskim współpracownikiem był kierownik artystyczny Włodzimierz Ormicki. W swojej pracy jako dyrektor skupił się początkowo na uzdrowieniu atmosfery w instytucji, uporządkowaniu spraw kadrowych i podniesieniu poziomu i artystycznego. Udało mu się wprowadzić szereg innowacji organizacyjnych i prawnie unormować stawki honorariów dla artystów, przeprowadzić remonty obiektów zajmowanych przez operę, uzyskać z puli miasta mieszkania dla artystów, pozyskać środki na zakup instrumentów i służbowych kostiumów dla orkiestry. W tym okresie na scenie Opery bydgoskiej gościli zagraniczni artyści, dyrygenci, soliści, reżyserzy, scenografowie, m.in. z Włoch, Niemiec, Czechosłowacji i Austrii, zaś bydgoscy śpiewacy w ramach rewizyt, występowali na scenach Niemiec i Czechosłowacji. Mieczysław Rak interesował się również sprawą budowy nowego gmachu opery, mimo iż inwestorem tej sprawy był, na życzenie wojewody, dyrektor Filharmonii Pomorskiej Andrzej Szwalbe.
W sierpniu 1972 z przyczyn osobistych złożył rezygnację z funkcji dyrektora bydgoskiej sceny muzycznej. Nie skorzystał wówczas z propozycji objęcia dyrekcji Opery Wrocławskiej, nie chcąc opuszczać Bydgoszczy. Wrócił do „Telfy” jako zastępca dyrektora i pracował w tym zakładzie do 31 października 1976. W latach 1976–1986 pracował w bydgoskiej delegaturze Najwyższej Izby Kontroli. W 1990 przeszedł na emeryturę.
Udzielał się również w pracy społecznej. Publikował pozycje naukowe (m.in. Vademecum gramatyki polskiej) oraz artykuły popularnonaukowe w „Kronikach Bydgoskich” i różnych czasopismach przeznaczonych dla drukarzy i poligrafów. Był członkiem Towarzystwa Miłośników Języka Polskiego.